# Kaolinka
Kaolinka este o arie protejată (arie specială de conservare — SAC, sit de importanță comunitară — SCI) din Republica Cehă întinsă pe o suprafață de 5,05 ha, integral pe uscat.

## Localizare
Centrul sitului Kaolinka este situat la coordonatele 48°53′17″N 16°03′08″E / 48.888056°N 16.052222°E.

## Înființare
Situl Kaolinka a fost declarat sit de importanță comunitară în aprilie 2005 pentru a proteja 1 specie de animale. Situl a fost protejat și ca arie specială de conservare în februarie 2014.

## Biodiversitate
Situată în ecoregiunea continentală, aria protejată nu include niciun habitat protejat.
La baza desemnării sitului se află o specie protejată de  amfibieni: Triturus carnifex.